# Lutomia Dolna

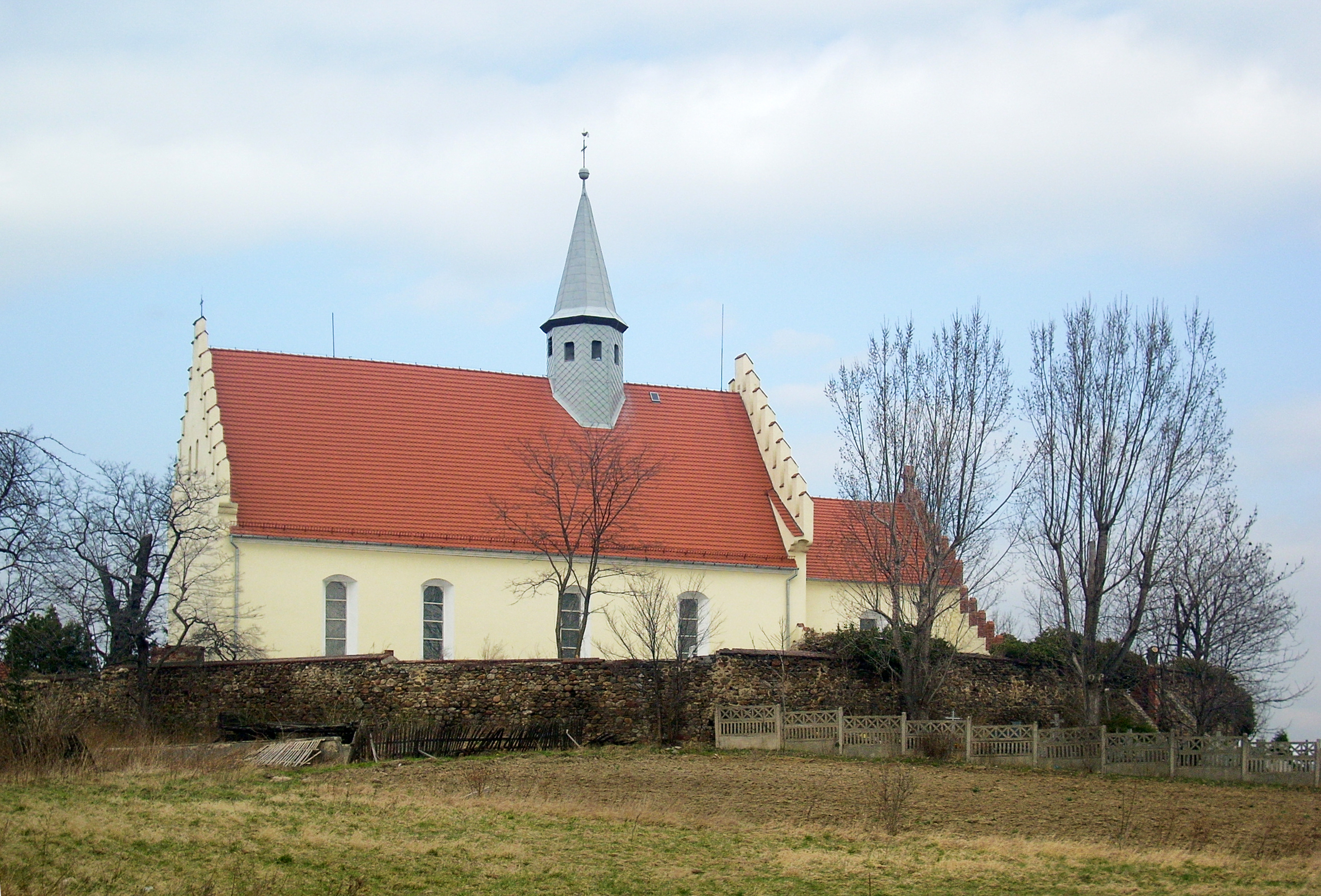
Pfarrkirche in Lutomia Dolna

Lutomia Dolna (deutsch: Nieder Leutmannsdorf) ist ein Ort in der Landgemeinde Świdnica (Schweidnitz) im Powiat Świdnicki der Woiwodschaft Niederschlesien in Polen.

## Lage
Lutomia Dolna liegt etwa 13 Kilometer südöstlich von Świdnica (Schweidnitz) und 54 Kilometer südwestlich von  Breslau.
Nachbarorte sind Lutomia Górna (Ober Leutmannsdorf) im Süden, Bojanice (Ludwigsdorf) im Nordwesten, Mościsko (Faulbrück) im Nordosten, Stachowice (Groß Friedrichsfelde) im Süden.

## Geschichte
Leutmannsdorf wurde im Zuge der Ostkolonisation um 1250 von einem Ritter Lutzmann als Waldhufendorf gegründet. 1318 nennt das Breslauer Zinsregister Liber fundationis episcopatus Vratislaviensis in dem Ort „Lucimanni villa“ auch eine Pfarrkirche. In der Dorfmitte lag die Erbscholtisei mit Kretscham und einer Mühle. Leutmannsdorf bestand aus mehreren Anteilen: Bergseite (Nieder Leutmannsdorf), Grundseite (Ober Leutmannsdorf) und Klein Leutmannsdorf.
Die Bergseite gehörte 1384 den Gebrüdern Christian, Heinrich und Nikolaus von Atze. Mitte des 17. Jahrhunderts war Hans Christoph von Rothkirch auf Schwengfeld Herr der gesamten Bergseite. Seine Erben, die Geschwister Hans Heinrich von Rothkirch auf Schwengeld, Magdalena von Berg und Eva Magdalena von Rechenberg veräußerten 1672 die Bergseite, die aus drei Vorwerken bestand, an Ernst Gottfried von Berg und Wernersdorf. Für dessen unmündige Kinder verwaltete 1677 den Besitz George Sigmund von Tschirnhaus. Er tauschte die Anteile von Leutmannsdorf 1678 gegen das Dorf Heinrichau. Leutmannsdorf wurde somit Schweidnitzer Kämmereidorf.
Die Pfarrkirche auf der Leutmannsdorfer Bergseite wurde in der ersten Hälfte des 14. Jahrhunderts von den Gebrüdern Christian und Heinrich von Atze auf Stoschendorf sowie von Pezold von Petschow auf Ruppersdorf gestiftet. Sie und ihre Nachkommen besaßen auch das Kirchenpatronat. Während der Reformation wurde die Kirche ein evangelisches Gotteshaus und am 18. Dezember 1653 den Katholiken zurückgegeben. Nach Zerstörungen im Dreißigjährigen Krieg wurde sie später wiederaufgebaut.
Laut Visitationsbericht gab es 1667 in Leutmannsdorf 14 Katholiken. Eingepfarrt waren Leutmannsdorf, Groß- und Klein-Friedrichsfelde, Hohgiersdorf, Ludwigsdorf und Michelsdorf. Die mehrheitlich evangelischen Einwohner von Leutmannsdorf hielten sich zunächst zur Friedenskirche Schweidnitz. 1742 wurde auf der Leutmannsdorf Grundseite ein evangelisches Bethaus errichtet.
Nach dem Ersten Schlesischen Krieg fiel Leutmannsdorf zusammen mit dem größten Teil Schlesiens an Preußen. Nach der Neugliederung Preußens gehörte es seit 1815 zur Provinz Schlesien und wurde 1816 dem Kreis Schweidnitz eingegliedert, mit dem es bis 1945 verbunden blieb. 1785 zählte Leutmannsdorf 91 Bauern, 41 Gärtner, 173 Häusler und neun Wassermühlen, eine katholische und eine evangelische Kirche, zwei Pfarr- und drei Schulhäuser sowie die drei Vorwerke Grundhof, Niederhof und Friedrichshof. Seit 1874 bildete Leutmannsdorf bildete einen eigenen Amtsbezirk.
1937 wurden Ober Leutmannsdorf, Leutmannsdorf-Bergseite, Leutmannsdorf-Grundseite, Klein Leutmannsdorf und Groß Friedrichsfelde zur Gemeinde Leutmannsdorf zusammengeschlossen. 1939 hatte der Ort 912 Haushaltungen mit 2922 Einwohnern.
Als Folge des Zweiten Weltkriegs fiel Leutmannsdorf mit dem größten Teil Schlesiens 1945 an Polen. Nachfolgend wurde es durch die polnische Administration in Lutomia Dolna umbenannt. Die einheimische deutsche Bevölkerung wurde, soweit sie nicht schon vorher geflohen war, vertrieben. Die neu angesiedelten Bewohner waren teilweise Zwangsumgesiedelte aus Ostpolen, das an die Sowjetunion gefallen war.
1975–1998 gehörte Lutomia Dolna zur Woiwodschaft Wałbrzych (Waldenburg).

## Sehenswürdigkeiten
- Katholische Pfarrkirche aus der zweiten Hälfte des 15. Jahrhunderts, umgebaut und erweitert im 16. und 17. Jahrhundert
- Schlosspark aus dem zweiten Viertel des 19. Jahrhunderts